# یوری یاروت
یوری یاروت (به استونیایی: Jüri Järvet) (۱۸ ژوئن ۱۹۱۹ – ۵ ژوئیهٔ ۱۹۹۵) هنرپیشه اهل استونی بود. از فیلم‌هایی که وی در آن نقش داشته‌است می‌توان به سولاریس اشاره کرد.
وی همچنین برنده جوایزی همچون جایزه دولتی اتحاد شوروی در سال ۱۹۸۱ و جایزه هنرمند مردمی اتحاد جماهیر شوروی در سال ۱۹۷۵ شده‌است.